# Nuoto ai Giochi della XXVI Olimpiade - 100 metri farfalla maschili
Hanno partecipato alle batterie di qualificazione 61 atleti: i primi 8 si sono qualificati per la finale A, i successivi 8 invece si sono qualificati per la finale B.

## Finale A
24 luglio 1996
| Posizione | Atleta            | Paese     | Tempo    |
| --------- | ----------------- | --------- | -------- |
|           | Denis Pankratov   | Russia    | 52.27 RM |
|           | Scott Miller      | Australia | 52.53    |
|           | Vladislav Kulikov | Russia    | 53.13    |
| 4         | Jiang Chengji     | Cina      | 53.20    |
| 5         | Rafał Szukała     | Polonia   | 53.29    |
| 6         | Michael Klim      | Australia | 53.30    |
| 7         | Stephen Clarke    | Canada    | 53.33    |
| 8         | Pavlo Chnykin     | Ucraina   | 53.58    |

## Finale B
| Posizione | Atleta           | Paese       | Tempo |
| --------- | ---------------- | ----------- | ----- |
| 9         | James Hickman    | Regno Unito | 53.23 |
| 10        | Mark Henderson   | Stati Uniti | 53.23 |
| 11        | Péter Horváth    | Ungheria    | 53.48 |
| 12        | Ricardo Busquets | Porto Rico  | 53.65 |
| 13        | Takashi Yamamoto | Giappone    | 53.98 |
| 14        | Franck Esposito  | Francia     | 54.02 |
| 15        | Eddie Parenti    | Canada      | 54.19 |
| 16        | John Hargis      | Stati Uniti | 54.29 |

## Non qualificati
| Posizione | Atleta              | Paese                | Tempo   |
| --------- | ------------------- | -------------------- | ------- |
| 17        | Francisco Sánchez   | Venezuela            | 53.90   |
| 18        | Denys Sylant'jev    | Ucraina              | 54.33   |
| 19        | Lars Frölander      | Svezia               | 54.37   |
| 20        | Yukihiro Matsushita | Giappone             | 54.50   |
| 21        | Andrei Gavrilov     | Kazakistan           | 54.56   |
| 22        | Oliver Lampe        | Germania             | 54.56   |
| 23        | Miloš Milošević     | Croazia              | 54.62   |
| 24        | Stefan Aartsen      | Paesi Bassi          | 54.62   |
| 25        | Vesa Hanski         | Finlandia            | 54.73   |
| 26        | Denislav Kalčev     | Bulgaria             | 54.81   |
| 27        | Derya Büyükunçu     | Turchia              | 54.89   |
| 28        | Vladan Marković     | Jugoslavia           | 54.90   |
| 29        | Jesús González      | Messico              | 54.94   |
| 30        | Diego Perdomo       | Colombia             | 55.08   |
| 31        | Dan Kutler          | Israele              | 55.11   |
| 32        | Andre L. Teixeira   | Brasile              | 55.23   |
| 33        | Javier Golovchenko  | Uruguay              | 55.26   |
| 34        | Danyon Loader       | Nuova Zelanda        | 55.39   |
| 35        | Răzvan Petcu        | Romania              | 55.50   |
| 36        | Peter Mankoč        | Slovenia             | 55.59   |
| 37        | Ruben Pineda        | El Salvador          | 56.01   |
| 38        | Jose Meolans        | Argentina            | 56.02   |
| 39        | Andrea Oriana       | Italia               | 56.04   |
| 40        | Giovanni Linscheer  | Suriname             | 56.09   |
| 41        | Janko Gojković      | Bosnia ed Erzegovina | 56.11   |
| 42        | Kire Filipovski     | Macedonia            | 56.13   |
| 43        | Georgios Popotas    | Grecia               | 56.13   |
| 44        | Roberto Delgado     | Ecuador              | 56.29   |
| 45        | Anthony Ang         | Malaysia             | 56.41   |
| 46        | Maxim Kazmirchuk    | Moldavia             | 56.46   |
| 47        | Tamer Zinhom        | Egitto               | 56.46   |
| 48        | Ravil Nachaev       | Uzbekistan           | 56.61   |
| 49        | Artur Jakovlevs     | Lettonia             | 56.62   |
| 50        | Arthur Li Kai Yien  | Hong Kong            | 56.92   |
| 51        | Patrick Sagisi      | Guam                 | 56.93   |
| 52        | Yang Dae-chul       | Corea del Sud        | 57.05   |
| 53        | Thum Ping Tjin      | Singapore            | 57.05   |
| 54        | Mindaugas Bružas    | Lituania             | 57.10   |
| 55        | José Isaza          | Panama               | 57.62   |
| 56        | Alain Sergile       | Haiti                | 58.23   |
| 57        | Kamal Salman Masud  | Pakistan             | 58.59   |
| 58        | David Pereyra       | Bolivia              | 1:01.63 |
|           | Salim Iles          | Algeria              | DNS     |
|           | Indrek Sei          | Estonia              | DNS     |
|           | Martín López-Zubero | Spagna               | DNS     |